# Arseni (Heikkinen)
Arseni (světským jménem: Jorma Heikkinen; * 14. července 1957, Lapinlahti) je finský duchovní Finské pravoslavné církve a metropolita Kuopia a Karélie.

## Život
Narodil se 14. července 1957 v obci Lapinlahti do věřící rodiny luteránské církve.
Roku 1978 pod vlivem přátelství s pravoslavnou umělkyní Inou Colliander přestoupil k pravoslaví. O rok později nastoupil na Joensuuský pravoslavný seminář v Kuopiu, kde získal magisterský titul z teologie.
Následně pokračoval ve studiu na Leningradské duchovní akademii, kde byl 28. února 1985 rektorem akademie archimandritou Manuilem (Pavlovem) postřižen na monacha se jménem Arseni na počest svatého Arsenie Koněvského. Následně byl rukopoložen na hierodiakona a roku 1986 arcibiskupem Paavalim (Olmarim) na jeromonacha. Roku 1988 dokončil studium na akademii. Od roku 1997 pokračoval ve studiu na univerzitě v Athénách.
V letech 1986–1992 byl zástupcem představeného monastýru Nový Valaam.
Roku 1997 byl povýšen arcibiskupem Johannesem (Rinnem) na archimandritu.
V říjnu 2004 byl na církevní radě zvolen biskupem joensuuským a vikářem karelské archiepiskopie.
Dne 23. ledna 2005 proběhla v chrámu svatého Mikuláše v Kuopiu jeho biskupská chirotonie. Světiteli byli arcibiskup karelský a finský Leo (Makkonen), metropolita helsinský Ambrosius (Jääskeläinen) a metropolita ouluský Panteleimon (Sarho).
Ve dnech 9. listopadu 2011 až 22. listopadu 2012 byl po odvolání představeného monastýru Nový Valaam archimandrity Sergeie (Rajapolviho) jmenován dočasným představený monastýru.
Dne 29. listopadu 2018 byl na Místní radě Finské pravoslavné církve zvolen metropolitou Kuopia a Karélie. Dne 17. února 2019 byl slavnostně intronizován.